# Птичья башня
Птичья башня — глухая башня (полубашня) Китайгородской стены, расположенная на северной стороне крепости, на берегу реки Неглинной. Построена была в 1535—1538 годах Петроком Малым Фрязином, как и вся стена. Из всех башен Китай-города является единственной сохранившейся до настоящего времени. Как башня называлась в Средневековье, неизвестно, равно как и происхождение нынешнего названия.

## Описание

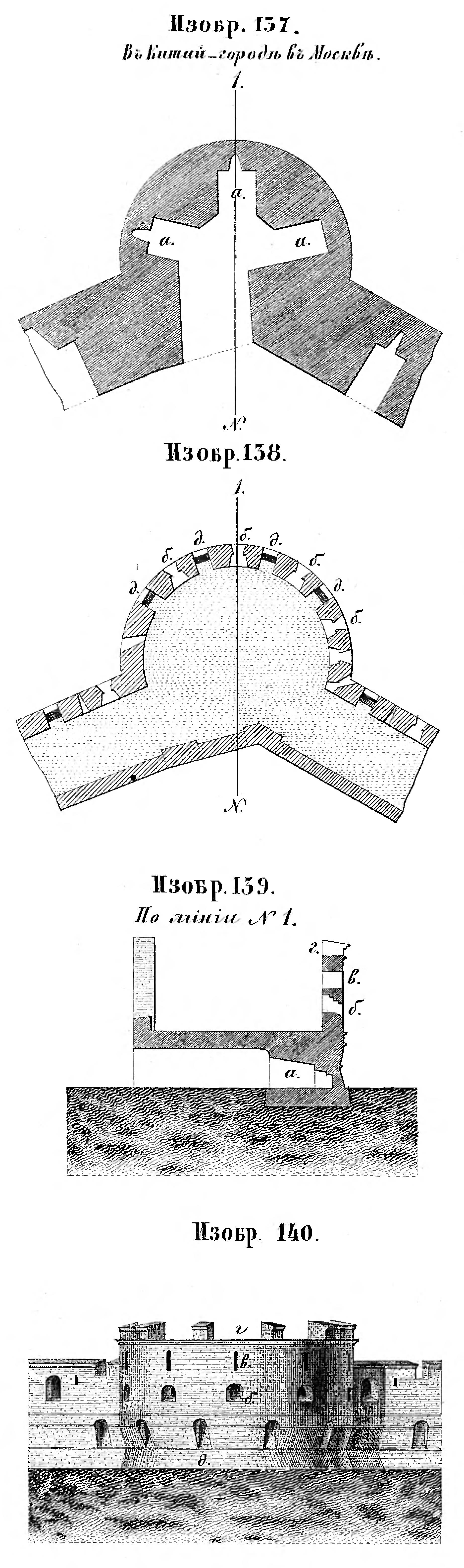
Птичья башня (по Ф. Ф. Ласковскому)

Это краснокирпичная с белокаменным фундаментом и цоколем низкая двухъярусная постройка с вертикальными стенами. Высота башни — около 8,5 м, диаметр — около 9,6 м, толщина стен верхнего яруса — около 1,37 м. Её верхний ярус с тыла открыт. В настоящее время крыши у башни нет. Но на старинных планах у неё, как и на всех остальных башнях и стенах, имеется тесо́вое покрытие, на башнях — шатровое. Верхний ярус расположен на одном уровне с уровнем боевого хода прилегающего прясла и ограждён очень высокими мерлонами с двумя уровнями бойниц, что делает башню выше стены. Хотя в остальном оформление башни и первоначальной стены было почти идентично.
В нижней части мерлонов равномерно распределены пять больших бойниц для орудий. Второй уровень образуют, расположенные между ними четыре более мелких бойниц, предназначенных для ручного огнестрельного оружия. На этом же уровне имеются самые маленькие окошки. Они расположены над каждой из орудийных бойниц и предназначены для выхода порохового дыма. В нижнем уровне мерлонов имеются также четыре внутренних выхода машикулей, расположенных между орудийными бойницами и образующих средний бой.
В отличие от других башен, у этой нет нависания парапета за счёт машикулей. Здесь применён такой приём, при котором узкий поясок стены ниже мерлонов выдаётся вперёд. Это и позволяет осуществить наклон машикулей. При этом нижний край пояса с машикулями ещё и несколько врезается вглубь относительно нижней части башни и общей вертикали. Хотя это относится только к современной башне. Судя по фотографиям конца XIX века, Птичья башня (а видимо, и Круглая) не имела никаких изгибов поверхности, то есть её машикули не имели наклона вообще.
Подъём на второй ярус должен был осуществляться, как и у всех башен крепости, через ниши, расположенные в стене, по обе стороны от башни, через скрытый ступенчатый тамбур. Эти ниши отличались от остальных тем, что имели только глухие печуры. Нижний ярус имеет толстое сводчатое перекрытие из кирпича. Там должно быть три печуры с бойницами подошвенного боя. В мирное время подобные бойницы всегда были заложены. В настоящее время не имеется их наружных выходов кроме, возможно, одного с западной боковой стороны, заложенного кирпичом.
Недалеко от башни начинался склон русла реки Неглинной. Так как ниже по течению она была подпружена, то на этом участке образовался пруд. Он со временем заболачивался и в периоды высокого уровня воды мог влиять на состояние сооружения.

## Перестройки и состояние

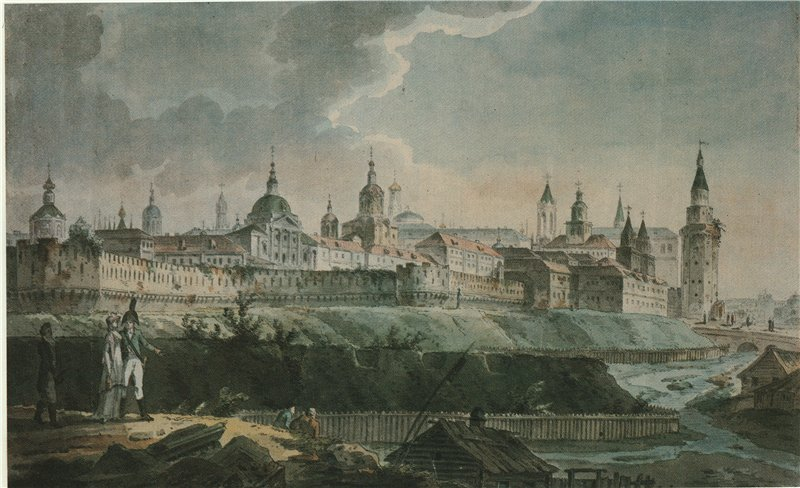
Птичья башня (слева) на акварели века неизвестного художника. 1806—1812 гг.

В дальнейшем облик башни подвергся значительным изменениям. Нижняя часть была усилена (как и все остальные малые круглые башни) утолщённым наклонным цоколем —талусом, который неизбежно перекрывал бойницы нижнего боя. При этом были оставлены каналы машикулей.
В 1708—1709 годах, во время Северной войны, русло реки было отведено и в низине были построены земляные бастионы, снабжённые орильонами и отступными фланками, образованными, соединяющими все бастионы куртинами. Бастион прикрывал и Птичью башню. По всей длине рва была проведена канава кювет (кюнет) и устроен палисад (частокол). Согласно одному из планов, на другой стороне рва, этот бастион, вместе с бастионом перед Владимирской и безымянной башнями, а главное — с Пушечным двором, должен был охватывать горнверк, имеющий ещё и равелин. Но горнверк построен не был. В 1797—1798 годах, при Павле I, бастионы были реконструированы. Видимо, тогда же мерлоны башни, уже не имевшей шатра, были надстроены редко поставленными прямоугольными декоративными зубцами, более отвечающими эстетике эпохи бастионной фортификации. Эти укрепления были снесены в 1821—1823 годах.
Во время ремонта 1822 года поверх оригинальных мерлонов были надстроены декоративные зубцы в форме ласточкина хвоста. Мерлоны прилегающих к башне прясел (как и на всей северной стороне крепости) были срублены на сажень, остатки бойниц заложены кирпичом, положен выступающий поясок из белого камня, а на нём установлены зубцы в кремлёвском стиле — в форме ласточкина хвоста. Возможно, первоначально, эти зубцы имели, кроме белокаменного, ещё и железное покрытие, как это было на западном участке стены. У башни же новые зубцы были врезаны в белокаменное покрытие верха мерлонов. При этом также оставался известняковый валик снаружи, кроме которого башню украшали ещё два. Кроме того, во всей крепости были заложены бойницы подошвенного боя и подземелья. К тому времени настоящий вход в нижний ярус оказался под землёй, так как накопившийся слой земли и мусора за башней находится вровень с полом второго яруса.

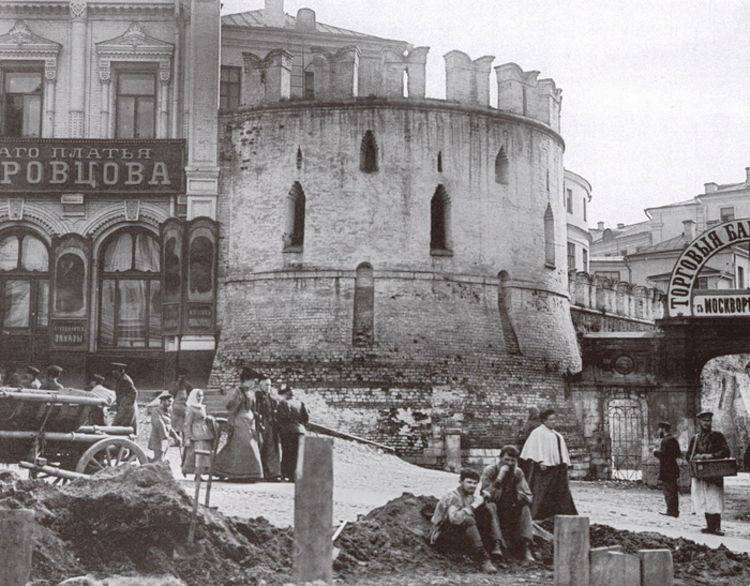
Птичья башня в конце XIX века

В 1870-х годах часть стены между Птичьей и Троицкой башнями была сломана, и были построены Третьяковские ворота, оформленные в русском стиле. При этом Птичья башня стала впритык с новым сооружением. На фотографии тех лет на цоколе башни просматривается какой-то вход, причём на уровне бойниц нижнего яруса. Позже там наблюдается небрежная закладка, а на фото 1909 года — типичная горизонтальная прямоугольная бойница подошвенного боя. На первоначальной стене башни она открылась при начавшейся в 1925 году реставрации. Неизвестно когда, но внутри башни, в нижнем помещении, появился контрольный колодец канализационной трубы, к которому сейчас ведёт пробитая с площадки шахта, слегка прикрытая большим железным люком. Кроме того, следующая реставрация застала и убрала на башне низкую железную крышу, которую, видимо, установил над устроенной там конюшней «Славянский базар».
В процессе реставрации Китайгородской крепости, проведённой в 1925—1926 годах, у башни убрали пристроенный цоколь. Также была сделана некоторая переоблицовка наружной поверхности, после которой машикули получили небольшой наклон, о чём было сказано выше. Кроме того, они стали значительно короче. Теперь они уже не прорезали верхней частью белокаменный валик, который стал сплошным. Ниже появился кирпичный поясок, который, похоже, обозначает верхний уровень убранного цоколя. Ещё один имеющийся белокаменный валик, был ранее прикрыт цоколем.
Отрезок стены, непосредственно примыкающий к Птичьей башне, из-за аварийного состояния был разобран и переложен. До этого стена выглядела так, как она сейчас выглядит после ремонта 1822 года на отрезке, расположенном ближе к Круглой башне. Тогда она была увенчана поверх срубленного на сажень парапета зубцами с ласточкиным хвостом и укреплена многочисленными контрфорсами. За образец данной реставрации был взят облик стены на тех участках крепости, где сохранились первоначальные широкие мерлоны. Также можно заметить и другие несовпадения, например, несколько по-разному оформлены машикули. Также первоначальная стена была в нижней части вертикальной, что не было передано при реставрации.
В 1932—1934 годах Птичья башня избежала сноса, как и часть стены до площади Революции, так как не мешала работам по реконструкции улиц Москвы, а весь этот участок служил подпорной стенкой для строений и накопившегося культурного слоя.
В настоящее время внутреннее пространство верхнего яруса башни вмещает крупные трубопроводы, к стене приделана труба для электропроводки. На открытой площадке растёт дерево, которое своими корнями вызвало частичное обрушение свода. Кроме всего, это изолированное место используется для складирования различных строительных материалов. Снаружи башню с отрезком стены рядом в последнее время стали красить в красный или розовый цвет, а белокаменный цоколь — толстым слоем белого.